# Vinay Kumar
Vinay Kumar Ranganath (Kannada ರಂಗನಾಥ್ ವಿನಯ್ ಕುಮಾರ್; * 12. Februar 1984 in Davanagere, Indien) ist ein indischer Cricketspieler, der zwischen 2010 und 2013 für die indische Nationalmannschaft spielte.

## Aktive Karriere
Kumar gab sein First-Class-Debüt in der Saison 2004/05 und spielte in der Folge für Karnataka. Dort konnte sich schnell etablieren und erzielte in den ersten drei Saisons jeweils mehr als 20 Wickets. Bei der Gründung der Indian Premier League im Jahr 2008 erhielt er einen Vertrag mit den Royal Challengers Bangalore. In der Saison 2009/10 führte er Karnataka mit 46 Wickets ins finale der Ranji Trophy. Nachdem er auch in der Indian Premier League 2010 überzeugt hatte, erhielt er für den ICC World Twenty20 2010 einen Platz im Kader der indischen Nationalmannschaft. dort gelangen ihm bei seinem einzigen Einsatz gegen Sri Lanka zwei Wickets (2/30). Nach dem Turnier reiste er mit dem Team nach Simbabwe, wo er bei einem Drei-Nationen-Turnier gegen den Gastgeber sein ODI-Debüt absolvierte. In der ebenfalls stattfindenden Twenty20-Serie erzielte er drei Wickets (3/24) im ersten Spiel. Zu Beginn der Saison 2011/12 gelangen ihm in der ODI-Serie gegen England vier Wickets (4/30). Im Januar gab er, als Ersatz für den verletzten Varun Aaron, sein Test-Debüt in Australien. Doch gelang es ihm nicht sich dort zu etablieren und so sollte die der einzige Einsatz für ihn in diesem Format bleiben. 
Im Februar 2012 erreichte er bei einem Drei-Nationen-Turnier gegen Australien (3/21) und Sri Lanka (3/55) je drei Wickets. Beim anschließend ausgetragenen Asia Cup 2012 konnte er gegen Sri Lanka ebenfalls drei Wickets (3/55) beisteuern. In der Saison 2012 verletzte er sich am Oberschenkel und musste einige Zeit aussetzen. So wurde er auch nicht für den ICC World Twenty20 2012 nominiert. Eine Unterschenkelverletzung beendete dann auch vorzeitig die Saison 2012/13. er war dann Teil des siegreichen Kaders bei der ICC Champions Trophy 2013, kam dort jedoch nicht zum Einsatz. In der Saison 2013/14 gelangen ihm noch ein Mal drei Wickets (3/26) im Twenty20 der Tour gegen Australien. Doch mangelte es an seiner Konsistenz und so wurde er kurz darauf aus dem Nationalmannschafts-Kader bestrichen. In der Saison gelang ihm dann mit Karnataka als Kapitän das Tripple aus Ranji Trophy, Vijay Hazare Trophy und Syed Mushtaq Ali Trophy. Dies konnte das Team unter seiner Leitung im folgenden Jahr wiederholen (Ranji Trophy, Vijay Hazare Trophy und Syed Mushtaq Ali Trophy). In der Indian Premier League 2015 wechselte er zu den Mumbai Indians, konnte dort jedoch nicht überzeugen. Zur Saison 2019/20 wechselte er nach Puducherry und trat im Februar 2021 offiziell vom internationalen Cricket zurück.

## Nach der aktiven Karriere
Nach seinem Karriereende betätigte er sich als Talent-Scout für die Mumbai Indians und arbeitete in deren weltweiten Franchise auch als Bowling-Coach.